# Cor Sluijk
Christiaan Gerardus (Cor, soms Chris) Sluijk (Jutphaas, 20 juni 1912 – 1999) was een Nederlands voetballer en voetbaltrainer. 

## Loopbaan
Hij speelde als rechtsbinnen voor Velox en Blauw-Wit en speelde ook in zowel het bondselftal als het Zwaluwenelftal. In 1939 behaalde hij zijn trainersdiploma. Als trainer heeft hij onder andere bij AFC, Velox en PEC gewerkt.

## Erelijst
Blauw-Wit
| Nationaal      |    |         |
| Eerste divisie | 1x | 1956/57 |